# Popping

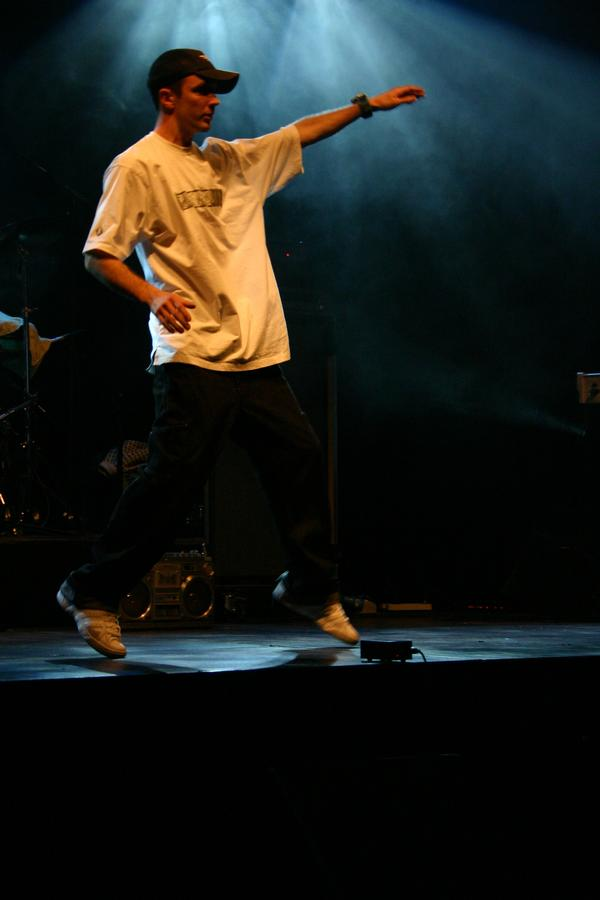
Poppingtänzer Stefan Bootin

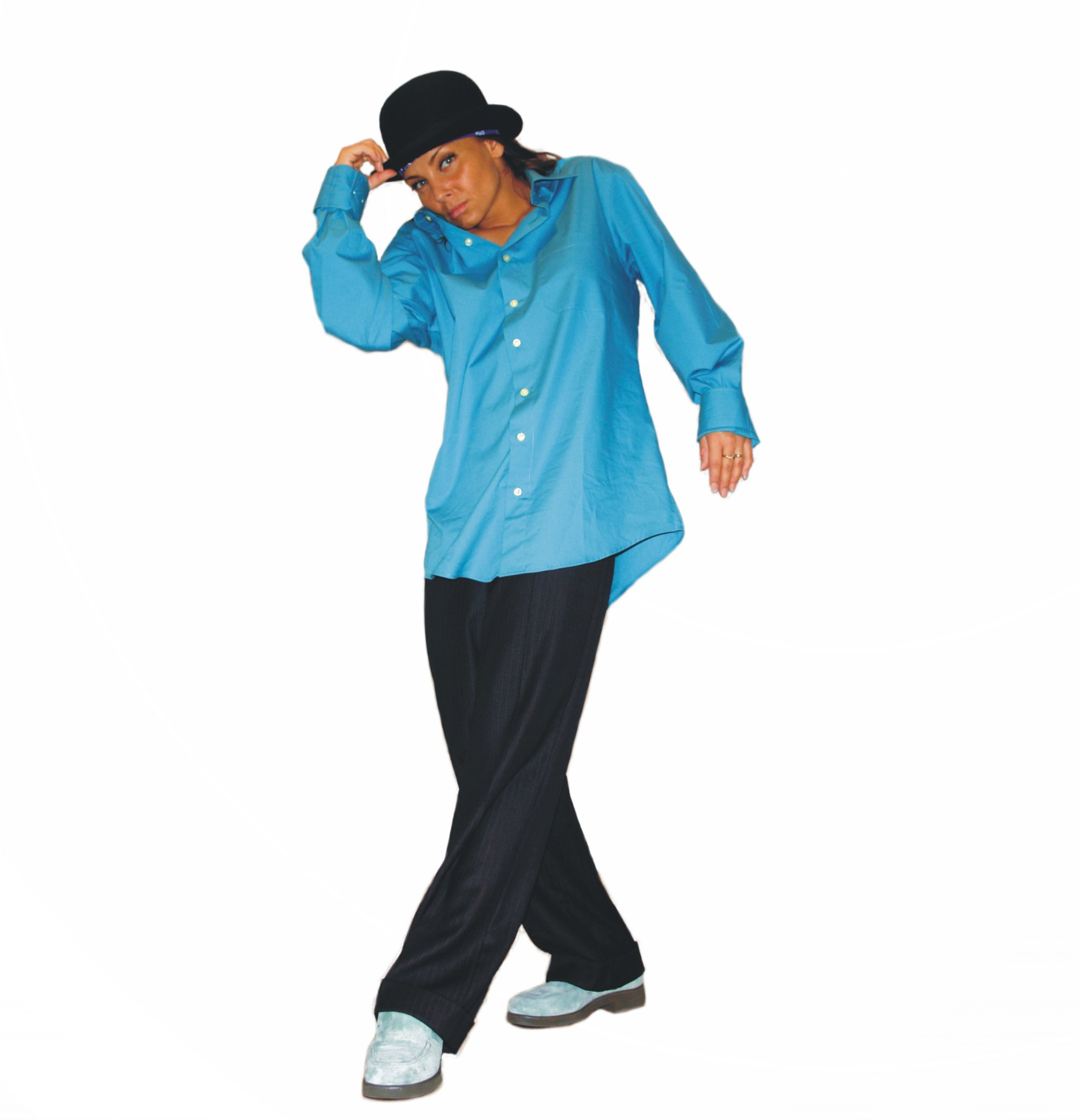
The Poppin Boogaloo Princess Jo-Dance

Popping ist eine spezielle Bewegung im Breakdance, da Breakdance als Oberbegriff Anfang der 1980er Jahre eingeführt wurde, um den oder die neuen Tanzstile B-Boying, Popping sowie Locking zu beschreiben. Dabei werden die Bewegungen „mechanisch“, durch Muskelkontraktion und -entspannung einem Roboter ähnlich, ausgeführt. Er entwickelte sich in den frühen 1970er Jahren u. a. durch „Boogaloo Sam“. Weltweit berühmt wurde Popping durch Michael Jackson bzw. das Smurfen oder den Backslide, der von den Medien bei Michael Jackson in Moonwalk umbenannt wurde, außerdem durch den Film Breakin’ (Boogaloo Shrimp und Shabba-Doo). Heute umfasst die Tanzform mehrere Stilrichtungen, Techniken und Tanzrichtungen u. a. Tutting, Roboting, Hitting, Strobing, da der Einfluss auf die Form durch das vermehrte Interesse stieg. Die bekannteste Formation, die diese Tanzstile anwendet, sind die Electric Boogaloos. Popping wird wie B-Boying zur Hip-Hop- und Funkkultur getanzt. 
Popping entstand in den späten 1960er Jahren an der amerikanischen Westküste. Der Begriff popping (von: to pop ‚knallen‘) beschreibt die harten und abrupt erscheinenden Isolationsbewegungen, die für den Tanz charakteristisch sind. In Kombination mit Locking wurde Popping zunächst als crip dance bekannt, weil der Stil in erster Linie unter Angehörigen der Westcoast Gang Crips  verbreitet war. Popping wird vorwiegend im Stand ausgeführt und basiert auf langsamen roboterartigen Bewegungen, die mit weicheren Figuren kombiniert werden. Durch exakte Isolation und Kontraktion einzelner Körperpartien werden Illusionen von Schwerelosigkeit oder ferngesteuerten Bewegungen hervorgerufen. Um Popping exakt auszuführen, sind Pantomimetechniken unerlässlich. Die Pantomime selbst wird jedoch von den Tänzern nicht als Ursprung angesehen, als Inspirationsquellen gelten Roboterbewegungen aus Science-Fiction-Filmen, Computeranimationen, Videospiele, sowie Naturphänomene wie Wasser oder Elektrizität. Durch die Übereinstimmung mit einem Beat wird Popping zu einer Tanzform.